# Научно-биографическая серия
«Научно-биографическая серия» — книжная серия биографий выдающихся учёных, сделавших важный вклад в различные области науки и техники.

## История
Серия основана в 1959 году. Выходила в издательстве Академии наук СССР, преобразованном в 1963 в издательство «Наука». Издание продолжается более пятидесяти лет и насчитывает сотни наименований.
С 1991 года серия называется «Научно-биографическая литература».
С целью лучшего ориентирования в этом огромном собрании книг периодически выпускаются справочники-путеводители по серии НБЛ. Они выходили в 1975, 1982, 1988 и 1999 годах. В последнем учтено 550 книг за период с 1959 по 1997 год.

## Книги серии

### 1961
- Быков Г. В. Александр Михайлович Бутлеров: Очерк жизни и деятельности. — М.: Изд-во АН СССР, 1961. — 224 с. — (Научно-биографическая серия).
- Зубов В. П. Леонардо да Винчи (1452—1519) / Отв. ред. Б. Г. Кузнецов. — М.—Л.: Изд-во АН СССР, 1961. — 372 с. — (Научно-биографическая серия).
- Соловьёв Ю. И., Куринной В. И. Якоб Берцелиус: Жизнь и деятельность [шведского ученого-химика, 1779—1848]. — М.: Изд-во АН СССР, 1961. — 176 с. — (Научно-биографическая серия).
- Фигуровский Н. А. Дмитрий Иванович Менделеев (1834—1907). — М.: Изд-во АН СССР, 1961. — 323 с. — (Научно-биографическая серия).

### 1962
- Мусабеков Ю. С. Юстус Либих. [Химик]. 1803—1873. — М.: Изд-во АН СССР, 1962. — 216 с. — (Научно-биографическая серия).

- Франкфурт У. М., Френк А. М. Христиан Гюйгенс, 1629—1695. — М.: Изд-во АН СССР, 1962. — 328 с. — (Научно-биографическая серия).

### 1963
- Васильченко И. Т. Иван Владимирович Мичурин, 1855—1935. — Изд. 2-е, доп. — М.; Л.: Изд-во АН СССР, [Ленингр. отд-ние], 1963. — 329, [8] с. — (Научно-биографическая серия).

- Гнеденко Б. В., Погребысский И. В. Михаил Васильевич Остроградский, 1801—1862. Жизнь и работа: научное и педагогическое наследие. — М.: Изд-во АН СССР, 1963. — 272 с. — (Научно-биографическая серия).

- Мусабеков Ю. С. Шарль Адольф Вюрц, 1817—1884. — М.: Изд-во АН СССР, 1963. — 96 с. — (Научно-биографическая серия).

- Соловьёв Ю. И., Старосельский П. И. Владимир Фёдорович Лугинин. 1834—1911. — М.: Изд-во АН СССР, 1963. — 144 с. — (Научно-биографическая серия).

- Шафрановский И. И. Евграф Степанович Фёдоров. — М.; Л.: Изд-во АН СССР, [Ленингр. отд-ние], 1963. — 284, [6] с. — (Научно-биографическая серия).

## Издательство «Наука»

### 1964
- Быков Г. В. Август Кекуле. [1828—1896]. Очерк жизни и деятельности. — М.: Наука, 1964. — 236 с. — (Научно-биографическая серия).

- Соминский М. С. Абрам Фёдорович Иоффе (1880—1960) / АН СССР. — М.; Л.: Наука, Ленингр. отд-ние, 1964. — 644 с. — (Научно-биографическая серия).

### 1965
- Мусабеков Ю. С. Марселен Бертло, 1827—1907. — М.: Наука, 1965. — 232 с. — (Научно-биографическая серия).

- Радовский М. И. Вениамин Франклин. 1706—1790. — М.; Л.: Наука, Ленингр. отд-ние, 1965. — 306 с. — (Научно-биографическая серия).

### 1966
- Страдынь Я. П. Теодор Гротгус. 1785—1822. — М.: Наука, 1966. — 184 с. — (Научно-биографическая серия).

- Френкель В. Я. Яков Ильич Френкель. (1894—1952). — М.; Л.: Наука, Ленингр. отд-ние, 1966. — 473 с. — (Научно-биографическая серия).

### 1967
- Мусабеков Ю. С. Юлия Всеволодовна Лермонтова. (1946—1919). — М.: Наука, 1967. — 80 с. — (Научно-биографическая серия).

- Старосельская-Никитика О. А. Эрнест Резерфорд. 1871—1937. — М.: Наука, 1967. — 316, [6] с. — (Научно-биографическая серия).

- Фигуровский Н. А., Романьков Ю. И. Владимир Александрович Кистяковский. 1965—1952. — М.: Наука, 1967. — 136 с. — (Научно-биографическая серия).

### 1968
- Белькинд Л. Д. Андре-Мари Ампер. 1775—1836. — М.: Наука, 1968. — 280 с. — (Научно-биографическая серия).

- Фаерштейн М. Г. Шарль Жерар. 1816—1856. — М.: Наука, 1968. — 163 с. — (Научно-биографическая серия).

### 1969
- Родный Н. И., Соловьёв Ю. И. Вильгельм Оствальд. 1853—1932. — М.: Наука, 1969. — 376 с. — (Научно-биографическая серия).

- Старосельский П. И., Соловьёв Ю. И. Николай Александрович Меншуткин. 1842—1907. — М.: Наука, 1969. — 296 с. — (Научно-биографическая серия).

- Цыганова Н. Я. Евгений Александрович Болотов. [1870—1922]. — М.: Наука, 1969. — 88 с. — (Научно-биографическая серия).

### 1970
- Быков Г. В. Амедео Авогадро. Очерки жизни и деятельности. [1776—1856]. — М.: Наука, 1970. — 184 с. — (Научно-биографическая серия).

- Родионов В. М. Владимир Константинович Лебединский. 1868—1937. — М.: Наука, 1970. — 176 с. — (Научно-биографическая серия).

- Соминский М. С. Александр Григорьевич Столетов. — Л.: Наука, Ленингр. отд-ние, 1970. — 352 с. — (Научно-биографическая серия).

### 1971
- Гуло Д. Д. Николай Алексеевич Умов. 1846—1914. — М.: Наука, 1971. — 320 с. — (Научно-биографическая серия).

### 1972
- Быков Г. В., Крицман В. А. Станислав Канниццаро. Очерк жизни и деятельности. — М.: Наука, 1972. — 216 с. — (Научно-биографическая серия).

- Ушакова Н. Н. Карл Карлович Клаус. 1796—1864. — М.: Наука, 1972. — 152 с. — (Научно-биографическая серия).

### 1973
- Лейбсон Л. Г. Леон Абгарович Орбели / Отв. ред. академик Е. М. Крепс. — Л.: Наука, Ленингр. отд-ние, 1973. — 450 с. — (Научно-биографическая серия).

### 1974
- Варшавский Ю. С., Гельфман М. И. Александр Абрамович Гринберг. 1898—1966. — Л.: Наука, Ленингр. отд-ние, 1974. — 120 с. — (Научно-биографическая серия).

- Веселовский И. Н., Белый Ю. А. Николай Коперник. 1473—1543. — М.: Наука, 1974. — 454 с. — (Научно-биографическая серия).
- Пасецкий В. М. Иван Фёдорович Крузенштерн (1770—1846) / Отв. ред. академик А. П. Окладников; Академия наук СССР. — М.: Наука, 1974. — 176 с. — (Научно-биографическая серия). — 29 000 экз.

### 1976
- Иванов Н. И. Александр Львович Гершун, 1868—1915. — Л.: Наука, Ленингр. отд-ние, 1976. — 136 с. — (Научно-биографическая серия).
- Иофе В. К., Мясникова Е. Н., Соколова Е. С. Сергей Яковлевич Соколов (1897—1957). — Л.: Наука, Ленингр. отд-ние, 1976. — 152 с. — (Научно-биографическая серия).

### 1977
- Кляус Е. М., Франкфурт У. И., Френк А. М. Нильс Бор, 1885—1962. — М.: Наука, 1977. — 384 с. — (Научно-биографическая серия).

- Левшин Л. В. Сергей Иванович Вавилов. — М.: Наука, 1977. — 432 с. — (Научно-биографическая серия).

### 1978
- Крицман В. А., Быков Г. В. Герман Копп. — М.: Наука, 1978. — 160 с. — (Научно-биографическая серия).

- Сердюков А. Р. Пётр Николаевич Лебедев, 1866—1912. — М.: Наука, 1978. — 328 с. — (Научно-биографическая серия).

### 1979
- Клюкин И. И., Мясникова Е. Н. Лев Леонидович Мясников, 1905—1972. — Л.: Наука, Ленингр. отд-ние, 1979. — 120 с. — (Научно-биографическая серия).

- Полубаринова-Кочина П. Я. Николай Евграфович Кочин, 1901—1944. — М.: Наука, 1979. — 320 с. — (Научно-биографическая серия).

- Раскин Н. М. Яков Дмитриевич Захаров: Физик и химик конца XVIII и начала XIX в., 1765—1836. — Л.: Наука, Ленингр. отд-ние, 1979. — 112 с. — (Научно-биографическая серия).

- Савостьянова М. В., Рогинский В. Ю. Торичан Павлович Кравец, 1876—1955. — Л.: Наука, Ленингр. отд-ние, 1979. — 112 с. — (Научно-биографическая серия).

### 1980
- Гуло Д. Д., Осиновский А. Н. Дмитрий Сергеевич Рождественский, 1876—1940. — М.: Наука, 1980. — 283 с. — (Научно-биографическая серия).

- Ключевич А. С., Быков Г. В. Александр Михайлович Зайцев. 1841—1910. — М.: Наука, 1980. — 176 с. — (Научно-биографическая серия).

### 1981
- Владимир Вениаминович Козлов (1904—1975) / Лисицын В. Н., Моисеева З. З., Сагалович В. П., Степанов Б. И.. — М.: Наука, 1981. — 104 с. — (Научно-биографическая серия).

- Левшин Л. В., Тимофеев Ю. П. Вадим Леонидович Левшин, 1896—1969. — М.: Наука, 1981. — 160 с. — (Научно-биографическая серия).
- Матвиевская Г. П. Рамус. 1515—1572. — М.: Наука, 1981. — 152 с. — (Научно-биографическая серия). — 21 700 экз.
- Лисневский Ю. И. Антониус Ван-ден-Брук, 1870—1926. — М.: Наука, 1981. — 160, [4] с. — (Научно-биографическая серия).

- Старосельский П. И., Никулина Е. П. Михаил Иванович Коновалов. 1858—1906. — М.: Наука, 1981. — 233 с. — (Научно-биографическая серия).

- Чистяков Н. С., Смолин Р. П. Леонид Васильевич Киренский, 1909—1969. — М.: Наука, 1981. — 169 с. — (Научно-биографическая серия).

### 1982
- Белый Ю. А. Тихо Браге, 1546—1601. — М.: Наука, 1982. — 229 с. — (Научно-биографическая серия).

- Ветров Г. С. Робер Эсно-Пельтри (1881—1957) / Отв. ред. член-корреспондент АН СССР Б. В. Раушенбах. — М.: Наука, 1982. — 192 с. — (Научно-биографическая серия). — 41 000 экз.
- Чеканов А. А. Виктор Львович Кирпичёв, 1845—1913. — М.: Наука, 1982. — 176 с. — (Научно-биографическая серия).

### 1983
- Смолеговский А. М., Соловьёв Ю. И. Борис Николаевич Меншуткин: Химик и историк науки. — М.: Наука, 1983. — 232 с. — (Научно-биографическая серия).

- Фигуровский Н. А. Дмитрий Иванович Менделеев, 1834—1907. — изд. 2-е. — М.: Наука, 1983. — 288 с. — (Научно-биографическая серия).

- Полищук Е. М. Софус Ли, 1842—1899. — Л.: Наука, 1983. — 214 с. — (Научно-биографическая серия).
- Цверава Г. К. Джозеф Генри, 1797-1878. — Л.: Наука, Ленингр. отд-ние, 1983. — 184 с. — (Научно-биографическая серия).

### 1984
- Боголюбов А. Н. Роберт Гук, 1635—1703. — М.: Наука, 1984. — 240 с. — (Научно-биографическая серия).

### 1985
- Болотовский Б. М. Оливер Хевисайд, 1850—1925:  [Физик, математик] / Отв. ред. В. Л. Гинзбург. — М.: Наука, 1985. — 256 с. — (Научно-биографическая серия). — 6800 экз.
- Вольфсон Ф. И., Зонтов Н. С., Шушания Г. Р. Пётр Яковлевич Антропов (1905—1979) / Отв. ред. д-р геол.-мин. наук В. А. Перваго; Академия наук СССР. — М.: Наука, 1985. — 96 с. — (Научно-биографическая серия). — 5000 экз.
- Гуриков В. А. Эрнст Аббе, 1840—1905. — М.: Наука, 1985. — 160 с. — (Научно-биографическая серия).
- Домбровский В. В. Роберт Андреевич Лютер, 1889-1976 (Ученый-электромашиностроитель) / Отв. ред. В. П. Карцев. — Л.: Наука, 1985. — 150 с. — (Научно-биографическая серия). — 1350 экз. — ISBN 5-1593053-А.
- Кипнис А. Я., Явелов Б. Е. Иоганнес Дидерик Ван-дер-Ваальс, 1837—1923 : [Физик]. — Л.: Наука, Ленингр. отд-ние, 1985. — 312 с. — (Научно-биографическая серия).

- Козенко А. В. Джеймс Хопвуд Джинс, 1877—1946 : [Английский физик и астроном]. — М.: Наука, 1985. — 145 с. — (Научно-биографическая серия).

- Кузнецов В. И., Небиеридзе Н. В. Пётр Григорьевич Меликишвили (Меликов). 1850—1927 : [Химик]. — М.: Наука, 1985. — 224 с. — (Научно-биографическая серия).
- Левшин Л. В. Александр Николаевич Теренин, 1896—1967. — М.: Наука, 1985. — 224 с. — (Научно-биографическая серия).
- Штейберг Я. А. Василий Владимирович Петров, 1761—1834: [Электрофизик]. — М.: Наука, 1985. — 224 с. — (Научно-биографическая серия).

### 1986
- Соловьёв Ю. И. Николай Семёнович Курнаков. 1860—1941 : [Химик]. — М.: Наука, 1986. — 272 с. — (Научно-биографическая серия).

- Сонин А. С. Франц Нейман, 1798—1895. — М.: Наука, 1986. — 224 с. — (Научно-биографическая серия).

### 1987
- Полак Л. С. Людвиг Больцман, 1844—1905 : [Физик]. — М.: Наука, 1987. — 208 с. — (Научно-биографическая серия).
- Прищепа В. И., Дронова Г. П. Ари Штернфельд — пионер космонавтики. 1905—1980. — М.: Наука, 1987. — 192 с. — (Научно-биографическая серия). — 10 300 экз.
- Матвиевская Г. П. Альбрехт Дюрер — ученый. 1471—1528. — М. : Наука, 1987. — 240 с. : ил. — (Научно-биографическая литература). — 34 000 экз.

### 1988
- Фигуровский Н. А., Ушакова Н. Н. Товий Егорович Ловиц. 1757—1804: [Химик]. — М.: Наука, 1988. — 187 с. — (Научно-биографическая серия).

### 1989
- Вавилов С. И. Исаак Ньютон, 1643—1727. — М.: Наука, 1989. — 272 с. — (Научно-биографическая серия).

- Копелевич Ю. Х., Цверава Г. К. Христиан Готлиб Кратценштейн, 1723—1795. — Л.: Наука, Ленингр. отд-ние, 1989. — 129 с. — (Научно-биографическая серия).

### 1990
- Горелик Г. Е., Френкель В. Я. Матвей Петрович Бронштейн, 1906—1938 : [Физик]. — М.: Наука, 1990. — 272, [8] с. — (Научно-биографическая серия).

- Казаков Б. И. Исаак Савельевич Мустафин, 1908—1968 : [Химик-аналитик]. — М.: Наука, 1990. — 125 с. — (Научно-биографическая серия).

- Ушакова Н. Н. Виталий Григорьевич Хлопин, 1890—1950: [Радиохимик]. — М.: Наука, 1990. — 332 с. — (Научно-биографическая серия).

### 1991
- Ахмедсафина Д. У., Шапиро С. М. Уфа Мендыбаевич Ахмедсафин / Отв. ред. Ж. С. Садыков. — М.: Наука, 1991. — 113 с. — (Научно-биографическая серия). — 650 экз. (обл.)
- Боголюбов А. Н., Канделаки Т. Л. Леонид Самуилович Лейбензон. 1879—1951. — М.: Наука, 1991. — 288 с. — (Научно-биографическая литература).
- Бойко Е. С. Александр Александрович Андронов, 1901—1952 [физик]. — М.: Наука, 1991. — 256 с. — (Научно-биографическая серия).

- Гнедина Т. Е. Поль Ланжевен, 1872—1946. — М.: Наука, 1991. — 288 с. — (Научно-биографическая серия).

### 1992
- Зарембо Л. К., Левшин Л. В. Сергей Николаевич Ржевский, 1891—1981: [физик]. — М.: Наука, 1992. — 120 с. — (Научно-биографическая серия).

### 1993
- Александр Сергеевич Серебровский, 1892—1948: [Генетик]. — М.: Наука, 1993. — 193 с. — (Научно-биографическая серия).

- Бродянский В. М. Сади Карно, 1796—1832: [Основоположник термодинамики] / Отв. ред. Д. Л. Тимрот; РАН. — М.: Наука, 1993. — 160 с. — (Научно-биографическая серия).

- Матвеева Л. В. Отто Юльевич Шмидт, 1891—1956. — М.: Наука, 1993. — 202 с. — (Научно-биографическая серия).

### 1994
- Артёмов Н. М., Калинина Т. Е. Сергей Сергеевич Четвериков, 1880—1959. — М.: Наука, 1994. — 161 с. — (Научно-биографическая серия).

### 1995
- Сонин А. С., Френкель В. Я. Всеволод Константинович Фредерикс, 1885—1944. — М.: Наука, 1995. — 176 с. — (Научно-биографическая литература).

### 2000
- Милановский Е. Е. Альфред Вегенер (1880—1930). — М.: Наука, 2000. — 239 с. — (Научно-биографическая литература). — ISBN 5-02-002482-1.

### 2002
- Большаков В. Н., Добринский Л. Н. Станислав Семёнович Шварц, 1919—1976 / Отв. ред. академик П. Л. Горчаковский. — М.: Наука, 2002. — 123 с. — (Научно-биографическая литература). — 400 экз. — ISBN 5-02-022734-X.
- Борисов В. П. Владимир Козьмич Зворыкин, 1889—1982 / Отв. ред. Ю. В. Гуляев. — М.: Наука, 2002. — 147 с. — (Научно-биографическая литература). — ISBN 5-02-022727-7.
- Гоголь А. А., Урвалов В. А. Павел Васильевич Шмаков (1885—1982) / Отв. ред. Зубарев Ю. Б.. — М.: Наука, 2002. — 159 с. — (Научно-биографическая литература). — ISBN 978-5-02-036196-6.

### 2003
- Михеев В. Р. Иван Давович Акерман (1897—1972) и Михаил Ваттер (1899—1976) — забытые ученики Н. Е. Жуковского / Отв. ред. С. И. Сикорский, В. П. Борисов. — М.: Наука, 2003. — 146 с. — (Научно-биографическая литература). — 350 экз. — ISBN 5-02-033046-9.

### 2004
- Григорьян Н. А. Иван Михайлович Сеченов. — М.: Наука, 2004. — 361 с. — (Научно-биографическая литература). — ISBN 5-02-033213-5.
- Бронштэн В. А. Кирилл Петрович Станюкович, 1916-1989 / отв. ред. Г. М. Идлис. — М.: Наука, 2004. — 140 с. — (Научно-биографическая литература). — ISBN 5-02-033209-7.
- Галл Я. М. Джулиан Сорелл Хаксли. 1887—1975 / Отв. ред. академик А. Л. Тахтаджян. — Российская академия наук. — СПб.: Наука, 2004. — 294 с. — (Научно-биографическая литература). — 500 экз. — ISBN 5-02-026210-2.
- Киселёв Л. Л., Левина Е. С. Лев Александрович Зильбер (1894—1966) : жизнь в науке. — М.: Наука, 2004. — 698 с. — (Научно-биографическая литература). — 400 экз. — ISBN 5-02-032751-4.
- Погребысский И. Б. Готфрид Вильгельм Лейбниц, 1646—1716. — Изд. 2-е, доп.. — М.: Наука, 2004. — 267 с. — (Научно-биографическая литература). — 300 экз. — ISBN 5-02-032752-2.

### 2005
- Ахмедсафина Д. У., Шапиро С. М. Уфа Мендыбаевич Ахмедсафин, 1912—1984 / Отв. ред. Ф. Т. Яншина. — Изд. 2-е, доп. — М.: Наука, 2005. — 180, [24] с. — (Научно-биографическая литература). — ISBN 5-02-033261-5.
- Хисамутдинов А. А. Владимир Клавдиевич Арсеньев. 1872—1930. — М.: Наука, 2005. — 224 с. — (Научно-биографическая литература). — ISBN 5-02-033210-0.

### 2006
- Будрейко Е.Н. Павел Авксентьевич Загорец / отв.ред. Н.П.Тарасова. — М.: Наука, 2006. — 176 с. — (Научно-биографическая литература).
- Валькова О.А. Ольга Александровна Федченко, 1845—1921 / отв.ред. Б.А.Старостин. — М.: Наука, 2006. — 318 с. — (Научно-биографическая литература).
- Жолкевич В.Н. Павел Александрович Генкель, 1903—1985 / отв. ред. Вл.В. Кузнецов. — М.: Наука, 2006. — 130 с. — (Научно-биографическая литература).
- Зайцева Е.А., Любина Г.И. Григорий Николаевич Вырубов. 1843—1913 / отв. ред. М.С.Бастракова. — М.: Наука, 2006. — 336 с. — (Научно-биографическая литература).
- Иванов Б.И., Чубраева Л.И. Игорь Алексеевич Глебов. 1904—2002. — М.: Наука, 2006. — 352 с. — (Научно-биографическая литература).
- Корсаков С.Н. Иван Тимофеевич Фролов, 1929—1999: загадка жизни и тайна человека: поиски и заблуждения / отв. ред. В.С. Степин. — М.: Наука, 2006. — 576 с. — (Научно-биографическая литература).
- Ладыженская О.А. Владимир Иванович Смирнов, 1887—1974 / отв.ред. О.А.Ладыженская, В.М.Бабич. — 2-е изд., доп.. — М.: Наука, 2006. — 328 с. — (Научно-биографическая литература).
- Лымарев В.И. Алексей Иванович Бутаков, 1816—1869 / отв. ред. А.В.Постников, А.Ф. Плахотник. — М.: Наука, 2006. — 182 с. — (Научно-биографическая литература).
- Матвиевская Г. П. Яков Владимирович Ханыков. 1818—1862 / Отв. ред. д-р техн. наук А. В. Постников; Рецензенты: д-р геогр. наук В. В. Глушков, акад. В. С. Мясников; Российская академия наук. — М.: Наука, 2006. — 200 с. — (Научно-биографическая литература). — ISBN 5-02-033232-1.
- Медведев Н.Н. Юрий Александрович Филипченко. 1882—1930 / отв.ред. В.В.Бабков. — 2-е изд., испр. и доп.. — М.: Наука, 2006. — 230 с. — (Научно-биографическая литература).
- Оноприенко В.И. Кирилл Владимирович Симаков. 1935—2004 / отв.ред. Б.С.Соколов. — М.: Наука, 2006. — 295 с. — (Научно-биографическая литература).
- Уварова Л.И. Александр Павлович Гавриленко, 1861—1914 / отв.ред. В.В.Балабин. — М.: Наука, 2006. — 199 с. — (Научно-биографическая литература).
- Чесноков В.С. Сергей Андреевич Подолинский, 1850—1891. — Изд. 2-е, доп. — М.: Наука, 2006. — 316 с. — (Научно-биографическая литература).
- Эйльбарт Н.В. Портреты исследователей Забайкалья: вторая половина XIX – начало XX в. / отв.ред. М.В. Константинов. — М.: Наука, 2006. — 224 с. — (Научно-биографическая литература). — 1250 экз.
- Ягодинский В.Н. Александр Александрович Богданов (Малиновский). 1873-1928 / отв.ред. С.И. Донсков. — М.: Наука, 2006. — 268 с. — (Научно-биографическая литература). — 480 экз.

### 2008
- Балышев М.А. Отто Людвигович Струве. 1897—1963 / отв. ред. Г. М. Идлис. — М.: Наука, 2008. — 528 с. — (Научно-биографическая литература). — ISBN 978-5-02-035795-2.
- Зубов В. П. Леонардо да Винчи, 1452—1519 / отв. ред. М. В. Зубова. — Изд. 2-е. — М.: Наука, 2008. — 348 с. — (Научно-биографическая литература). — ISBN 978-5-02-035645-0.

### 2009
- Смирнов В. Г. Фердинанд Фердинандович Врангель, 1844—1919. — М.: Наука, 2009. — 189 с. — (Научно-биографическая литература). — ISBN 978-5-02-036620-6.
- Строева О.Г. Иосиф Абрамович Рапопорт, 1912—1990. — М.: Наука, 2009. — 213 с. — (Научно-биографическая литература). — ISBN 978-5-02-036124-9.

## Список книг
1. Абу Наср ал-Фараби / Хайруллаев М. М. (1982)
2. Ариабхата / Володарский А. И. (1977)
3. Витус Беринг (1681—1741) / Пасецкий В. М. (1982)
4. Даниил Бернулли / Григорьян А. Т., Ковалёв Б. Д. (1981)
5. Анатолий Аркадьевич Благонравов / Фролов К. В., Пархоменко А. А., Усков М. К. (1982)
6. Нильс Бор / Кляус Е. М., Франкфурт У. И., Френк А. М. (1977)
7. Сергей Иванович Вавилов / Левшин Л. В. (1977)
8. Андрей Везалий / Терновский В. Н. (1965)
9. Леонардо да Винчи / Зубов В. П. (1961)
10. Валентин Петрович Вологдин / Рогинский В. Ю. (1981)
11. Вито Вольтерра / Полищук Е. М. (1977)
12. Галилей / Кузнецов Б. Г. (1964)
13. Альбрехт Галлер / Меркулов В. Л. (1981)
14. Роберт Годдард / Бубнов И. Н. (1978)
15. Дмитрий Алексеевич Голицын / Цверава Г. К. (1985)
16. Христиан Гольдбах / Юшкевич А. П., Копелевич Ю. Х. (1983)
17. Альфонс Декандоль / Микулинский С. Р., Маркова Л. А., Старостин Б. А. (1973)
18. Луи Долло / Габуния Л. К. (1974)
19. Ибн-Сина / Терновский В. Н. (1969)
20. Абрам Фёдорович Иоффе / Соминский М. С. (1964)
21. Софья Васильевна Ковалевская / Кочина П. Я. (1981)
22. Пётр Борисович Козловский / Френкель В. Я. (1978)
23. Пётр Алексеевич Кропоткин / Маркин В. А. (1985)
24. Иван Фёдорович Крузенштерн / Пасецкий В. М. (1974)
25. Академик Алексей Николаевич Крылов / Ханович И. Г. (1967)
26. Иван Петрович Кулибин / Пипуныров В. Н., Раскин Н. М. (1986)
27. Фёдор Петрович Литке. (1970)
28. Александр Александрович Любищев. (1982)
29. Павел Петрович Мельников / Воронин М. И., Воронина М. М. (1977)
30. Дмитрий Иванович Менделеев. 1834—1907 / Фигуровский Н. А. (1983)
31. Мария Сибилла Мериан. 1647—1717 / Лукина Т. А. (1980)
32. Сэмюел Морленд / Полунов Ю. Л. (1982)
33. Аполлос Аполлосович Мусин-Пушкин / Раскин Н. М. (1981)
34. Исаак Ньютон / Вавилов С. И. (1989)
35. Леон Абгарович Орбели / Лейбсон Л. Г. (1973)
36. Клавдий Птолемей / Бронштэн В. А. (1988)
37. Рамус / Матвиевская Г. П. (1981)
38. Георг Вильгельм Рихман / Цверава Г. К. (1977)
39. Иван Михайлович Сеченов / Ярошевский М. Г. (1968)
40. Всеволод Владимирович Федынский. 1908—1978. (1984)
41. Ефим Алексеевич и Мирон Ефимович Черепановы / Виргинский В. С. (1986)
42. Пётр Александрович и Платон Александрович Чихачёвы / Цыбульский В. В. (1988)
43. Андрей Чохов / Немировский Е. Л. (1982)
44. Константин Эдуардович Циолковский / Космодемьянский А. А. (1976, 1987)
45. Эйнштейн / Кузнецов Б. Г. (1962, 1963, 1967)
46. 300 биографий учёных. (1982)